# Psallovius flaviclavus
Psallovius flaviclavus är en insektsart som först beskrevs av Knight 1930.  Psallovius flaviclavus ingår i släktet Psallovius och familjen ängsskinnbaggar. Inga underarter finns listade i Catalogue of Life.